# Uig

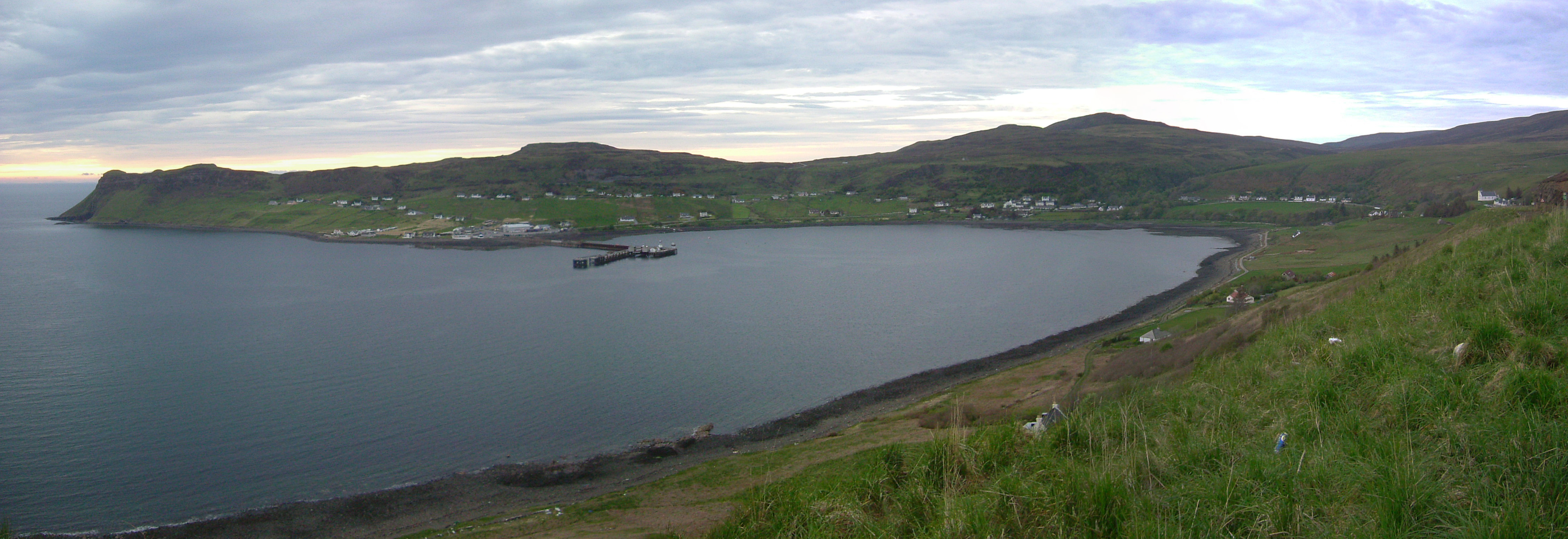
Uig: widok na zatokę i wieś

Uig (gael. An Ùig) – największa wieś na półwyspie Trotternish, na wyspie Skye w archipelagu Hebrydów Wewnętrznych. Leży nad zatoką Uig, będącą częścią zatoki Loch Snizort.
Terminal promów do Lochmaddy na North Uist i do Tarbert na Harris. Browar, wytwórnia ceramiki artystycznej, hotele.